# Паскале Маріно
Паскуале Маріно (італ. Pasquale Marino; 13 липня 1962, Марсала) — італійський футболіст і футбольний тренер. Як головний тренер працював у Серії А 6 сезонів: очолював клуби «Катанію», «Удінезе», «Парму» і «Дженоа».

## Спортивна кар'єра
Грав у сицилійських клубах нижчих італійських дивізіонів — переважно Серії С1. Здобув диплом у галузі сільського господарства в інституті Марсали та деякий час навчався на архітектора.
Тренерську діяльність розпочав з аматорськими командами «Мілаццо» і «Рагуза». Лише вивівши «Патерно» до Серії С1, він досяг деякого визнання. Далі були не надто яскраві роки у «Фоджі» та «Ареццо». Справжня слава прийшла до Маріно в «Катанії», яку у 2006 році він вивів у Серію А та зміг утримати її в еліті наступного сезону. Сезон 2007/08 Маріно розпочав біля керма «Удінезе». Клубу з Удіне треба було не впустити поставлену планку, адже минулого сезону «Удінезе» грав у Лізі чемпіонів. Головні творці того успіху — Лучано Спаллетті та Вінченцо Яквінта пішли у сильніші клуби. На заміну Яквінте Маріно взяв Квальяреллу, а центр поля укріпив швейцарець Інлер. Перший сезон під керівництвом Маріно команда закінчила на 7-му місці. На початку сезону 2008/09 його клуб також знаходиться у центрі турнірної таблиці.
2 червня 2010 року Маріно очолив «Парму», підписавши річний контракт. 3 квітня 2011 року Паскуале був звільнений зі своєї посади.
22 грудня 2011 року призначений на посаду головного тренера «Дженоа». Контракт підписано до 30 червня 2013 року. Змінив на цій посаді Альберто Малезані. У першому ж матчі Маріно на посаді наставника команди «Дженоа» програв «Кальярі» з рахунком 0:3; після гри він сказав: «Я чекав іншого дебюту, адже останні кілька днів ми багато працювали». 2 квітня 2012 року, через день після поразки «Дженоа» від «Інтера» на «Сан-Сіро» (4:5) у 30-му турі чемпіонату Італії 2011/12, Маріно був звільнений, а на його місце повернуто Альберто Малезані.
26 січня 2020 року призначений головним тренером клубу Серії B «Емполі». Контракт підписано до 30 червня 2020.
12 серпня 2020 року підписав контракт з феррарським СПАЛом, що повернувся до Серії B, до 30 червня 2021 року з опцією продовження на наступний сезон. 16 березня 2021 року, через день після матчу 29-го туру Серії B 2020/21 «Піза» — СПАЛ (3:0), був відправлений у відставку.
29 жовтня 2021 року він був призначений новим головним тренером «Кротоне», який посідав третє місце в Серії B з 7 очками в 10 іграх, замінивши звільненого Франческо Модесто і підписавши контракт до кінця сезону з калабрійською командою. 10 грудня він був звільнений.
9 жовтня 2023 року Маріно повернувся до тренерської роботи після майже двох років безробіття, прийнявши посаду головного тренера клубу Серії B «Барі» і погодившись на контракт до кінця сезону. 5 лютого 2024 року, після низки негативних результатів, Маріно був звільнений з посади.

## Особисте життя
Дружину тренера звуть Катя, у них дві дочки (Мартіна та Джорджія).

## Титули та досягнення
- Переможець Серії C2 : 2002/03
- Переможець Серії D : 2000/01